# پادشاهی حجاز
پادشاهی حجاز (به عربی: مملكة الحجاز) کشوری بود که سابقاً بر بخشی از مناطق غرب عربستان به مرکزیت مکه حکومت می‌کرده است. این کشور بیش از ۱۰ سال دوام نداشت. مؤسس و اولین پادشاه آن حسین بن علی شریف مکه در سال ۱۹۱۶ پادشاهی حجاز هاشمی را بنیان نهاد و در سال ۱۹۲۶ ابن سعود سلطان نجد پس از فتح مکه و تاجگذاری، به پادشاهی حجاز و خاندان هاشمی پایان داد.